# Classe Perla
La classe Perla est une sous-classe de sous-marin de la Serie 600 construits pour la Regia Marina durant l'entre-deux-guerres.

## Conception et description
Les sous-marins de la classe Perla sont des sous-marins de petite croisière dérivés de la série Sirena, pour lesquels ils subissent une légère augmentation du déplacement et de la distance parcourue grâce aux améliorations et à l'installation de nouveaux équipements de climatisation ; des équipements plus modernes sont également installés à bord, notamment un radiogoniomètre pouvant être contrôlé depuis l’intérieur du navire. Entre les sous-marins construits à Monfalcone et ceux construites à La Spezia, il y a des différences extérieures, surtout à l'extrémité du massif.
En 1940 et 1942 respectivement, l'Iride et l'Ambra sont transformés pour le transport de véhicules d'assaut sous-marins de type S.L.C. (Siluro a Lenta Corsa), par l'enlèvement du canon et plaçant des caissons étanches (4 sur l'Iris et 3 sur l'Ambra) sur le pont, à l'avant et à l'arrière du massif, également modifié et réduit en taille. Les bateaux de cette série donnent de bons résultats au cours du conflit, confirmant la validité de construction de la classe 600.
Leur déplacement à pleine charge prévu était de 695 tonnes en surface et de 855 tonnes en immersion, mais variait quelque peu selon le sous-marin et le constructeur. Les sous-marins avaient une longueur de 60,20 m, une largeur de 6,4 m et un tirant d'eau de 4,6 m à 4,70 m.
Pour la navigation en surface, les sous-marins étaient propulsés par deux moteurs diesel, chacun entraînant un arbre porte-hélice d'une puissance totale de 675-750 ch (503-559 kW). En immersion, chaque hélice était entraînée par un moteur électrique de 400 ch (298 kW). Ces moteurs électriques étaient alimentés par une batterie d'accumulateurs au plomb composée de 104 éléments. Ils pouvaient atteindre 14 noeuds (26 km/h) en surface et 7,5 noeuds (13,9 km/h) sous l'eau. En surface, la classe Perla avait une autonomie de 5 200 milles nautiques (9 600 km) à 8 noeuds (15 km/h), en immersion, elle avait une autonomie de 74 milles nautiques (137 km) à 4 noeuds (7,4 km/h).
Les sous-marins étaient armés de six tubes lance-torpilles internes de 53,3 cm (21,0 in), quatre à l'avant et deux à l'arrière. Une torpille de rechargement était transportée pour chaque tube, pour un total de douze. Ils étaient également armés d'un canon de pont de canon OTO de 100 mm (4 pouces) pour le combat en surface. L'armement antiaérien léger consistait en une ou deux paires de mitrailleuses Breda Model 1931 de 13,2 mm (0,52 in).

## Navires de la classe
| Navire    | Constructeur | Lancement       | Date de fin de carrière | Fait                                                                              |
| --------- | ------------ | --------------- | ----------------------- | --------------------------------------------------------------------------------- |
| Ambra     | OTO          | 28 mai 1936     | 4 septembre 1944        | Coulé par l'aviation Allié à Gênes                                                |
| Berillo   | CRDA         | 14 juin 1936    | 2 octobre 1940          | Coulé par les HMS Havock et HMS Hasty à environ 120 miles au nord de Sidi Barrani |
| Corallo   | CRDA         | 2 août 1936     | 13 décembre 1942        | Coulé par le HMS Enchantress                                                      |
| Diaspro   | CRDA         | 5 juillet 1936  | 1er février 1948        | Radié                                                                             |
| Gemma     | CRDA         | 21 mai 1936     | 8 octobre 1940          | Coulé par erreur par le sous-marin italien Tricheco                               |
| Iride     | OTO          | 30 juillet 1936 | 22 août 1940            | Coulé dans le golfe de Bomba par un Swordfish du HMS Eagle                        |
| Malachite | OTO          | 15 juillet 1936 | 9 février 1943          | Coulé par le sous-marin néerlandais HNMS Dolfijn                                  |
| Onice     | OTO          | 15 juin 1936    | 1er février 1948        | Radié                                                                             |
| Perla     | CRDA         | 3 mai 1936      | 9 juillet 1942          | Capturé par les britanniques, transféré à la Grèce et démoli en 1954              |
| Turchese  | CRDA         | 19 juillet 1936 | 1er février 1948        | Radié                                                                             |

## Historique
Ils prennent part à la guerre d'Espagne, au cours de laquelle l'Iride et l'Onice sont engagés pour quelques mois dans la marine nationaliste espagnole, qui les rebaptise Gonzales Lopez et Aguilar Tablada. En juin 1940, ils se trouvent tous en Méditerranée, à l'exception du Perla qui se trouve en mer Rouge, d'où il se rend avec d'autres bateaux à Bordeaux en mars-avril 1941, faisant ainsi la circumnavigation de l'Afrique avec deux approvisionnements en mer. Le submersible retourne en Italie en septembre de la même année.
Le plus grand succès remporté par les sous-marins de cette série contre les unités de guerre ennemies fut le naufrage du croiseur anglais HMS Bonaventure qui a lieu le 31 mars 1941 au nord de Sollum par l'Ambra (commandante Arillo) en collaboration avec le Dagabur de la série Adua. L'Ambra lui-même mène avec succès une action de transport de véhicules d'assaut en décembre 1942 au centre du port d'Alger, au cours de laquelle quatre navires à vapeur sont détruits pour 20 000 tonnes.
Le bateau qui a effectué le plus d'activité est le Malachite avec 36 missions et 29 085 nautiques parcourus.
Cinq sous-marins de cette série sont perdus entre 1940 et 1943 à la suite d'actions ennemies ; l'un, le Perla, est capturé le 9 juillet 1942 au large de Beyrouth après un combat en surface avec des unités navales adverses, à la fin duquel il n'a pas le temps de se saborder et il est abordé par la corvette anglaise HMS Hyacinth qui le prend en charge; renommé P712, il est vendu en 1943 à la marine grecque où il sert jusqu'en 1947. L'Ambra se saborde le 8 septembre 1943, tandis que les trois autres sortent indemnes de conflit. Pendant la cobelligérance, l'Onice est transféré aux États-Unis où il mène des activités de formation sur la côte atlantique.